# Élection présidentielle allemande de 2010
L’élection présidentielle allemande de 2010 (en allemand : Wahl des deutschen Bundespräsidenten 2010) se tient le 30 juin 2010, lors de la réunion de la 14e Assemblée fédérale, conformément à la décision annoncée le 1er juin 2010 par le président du Bundestag, Norbert Lammert afin de désigner le dixième président fédéral d'Allemagne. 
Ce scrutin intervient de manière anticipée quelques semaines après la démission du président fédéral Horst Köhler. Réélu pour un second mandat un an plus tôt, ce dernier fait en effet l'objet d'une polémique après avoir tenu des propos controversés sur l'intérêt de l'engagement de la Bundeswehr en Afghanistan.
Après trois tours de scrutin, le candidat de la coalition noire-jaune, Christian Wulff remporte l'élection face au candidat de l'opposition rouge-verte, Joachim Gauck.

## Contexte
Le 31 mai 2010, le président fédéral Horst Köhler, élu le 23 mai 2004 et réélu le 23 mai 2009, annonce sa démission « avec effet immédiat » à la suite des critiques sur ses propos justifiant le déploiement de la Bundeswehr à l'étranger pour protéger les intérêts économiques de l'Allemagne et vus comme une légitimation de l'impopulaire guerre d'Afghanistan. Köhler estime que ces critiques « témoignent d'un manque de respect de la fonction présidentielle ».
Il s'agit de la seconde démission du président fédéral depuis 1949, le premier ayant été Heinrich Lübke, qui n'avait cependant pas quitté ses fonctions immédiatement. En vertu des dispositions de la Loi fondamentale, l'intérim de la présidence fédérale revient au président du Conseil fédéral, Jens Böhrnsen.

## Composition de l'Assemblée fédérale
L'Assemblée fédérale est composée à parts égales des députés du Bundestag et de délégués des Länder comme le prévoit la Loi fondamentale allemande.
Le Bundestag comptant 622 députés, 622 délégués des Länder sont également appelés à siéger à la 14e Assemblée fédérale, ce qui porte le total à 1 244 membres et la majorité absolue à 623 voix.
|                                    |       |        |     |     |    |     |     |     |     |       |  |  |  |
| Land                               | Linke | Grünen | SPD | SSW | FW | FDP | CDU | CSU | NPD | Total |  |  |  |
| Land                               |       |        |     |     |    |     |     |     |     | Total |  |  |  |
| Bade-Wurtemberg                    | –     | 9      | 22  | –   | –  | 8   | 22  | 22  | –   | 79    |  |  |  |
| Bavière                            | –     | 10     | 20  | –   | 10 | 8   | 47  | 47  | –   | 95    |  |  |  |
| Berlin                             | 4     | 4      | 9   | –   | –  | 2   | 6   | 6   | –   | 25    |  |  |  |
| Brandebourg                        | 6     | 1      | 8   | –   | –  | 1   | 4   | 4   | –   | 20    |  |  |  |
| Brême                              | –     | 1      | 2   | –   | –  | 1   | 1   | 1   | –   | 5     |  |  |  |
| Hambourg                           | –     | 1      | 5   | –   | –  | –   | 7   | 7   | –   | 13    |  |  |  |
| Hesse                              | 2     | 6      | 11  | –   | –  | 8   | 18  | 18  | –   | 45    |  |  |  |
| Mecklembourg-Poméranie-Occidentale | 2     | –      | 5   | –   | –  | 1   | 4   | 4   | 1   | 13    |  |  |  |
| Basse-Saxe                         | 4     | 5      | 19  | –   | –  | 5   | 29  | 29  | –   | 62    |  |  |  |
| Rhénanie-du-Nord-Westphalie        | 8     | 17     | 49  | –   | –  | 9   | 50  | 50  | –   | 133   |  |  |  |
| Rhénanie-Palatinat                 | –     | –      | 16  | –   | –  | 3   | 12  | 12  | –   | 31    |  |  |  |
| Sarre                              | 2     | –      | 2   | –   | –  | 1   | 3   | 3   | –   | 8     |  |  |  |
| Saxe                               | 8     | 3      | 4   | –   | –  | 3   | 14  | 14  | 2   | 34    |  |  |  |
| Saxe-Anhalt                        | 5     | –      | 5   | –   | –  | 1   | 8   | 8   | –   | 19    |  |  |  |
| Schleswig-Holstein                 | 1     | 3      | 6   | 1   | –  | 3   | 8   | 8   | –   | 22    |  |  |  |
| Thuringe                           | 6     | 1      | 4   | –   | –  | 1   | 6   | 6   | –   | 18    |  |  |  |
| Délégués                           | 48    | 61     | 187 | 1   | 10 | 55  | 210 | 47  | 3   | 622   |  |  |  |
| Bundestag                          | 76    | 68     | 146 | –   | –  | 93  | 194 | 45  | –   | 622   |  |  |  |
| Total                              | 124   | 129    | 333 | 1   | 10 | 148 | 404 | 92  | 3   | 1244  |  |  |  |

## Candidats
Peut se porter candidat toute personne âgée d'au moins quarante ans, disposant du droit de vote et du soutien d'au moins un membre de l'Assemblée fédérale. Le candidat doit cependant consentir à sa candidature de manière écrite.

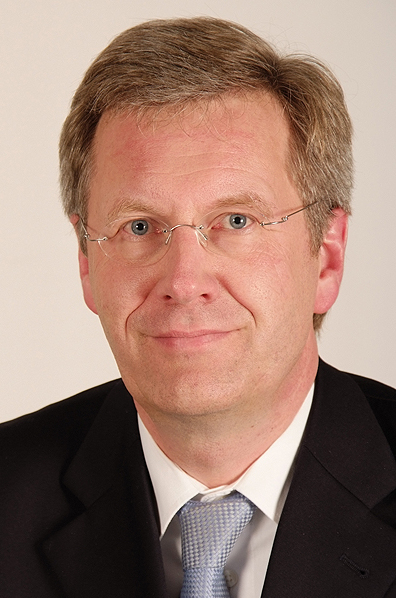
Christian Wulff CDU/CSU, FDP
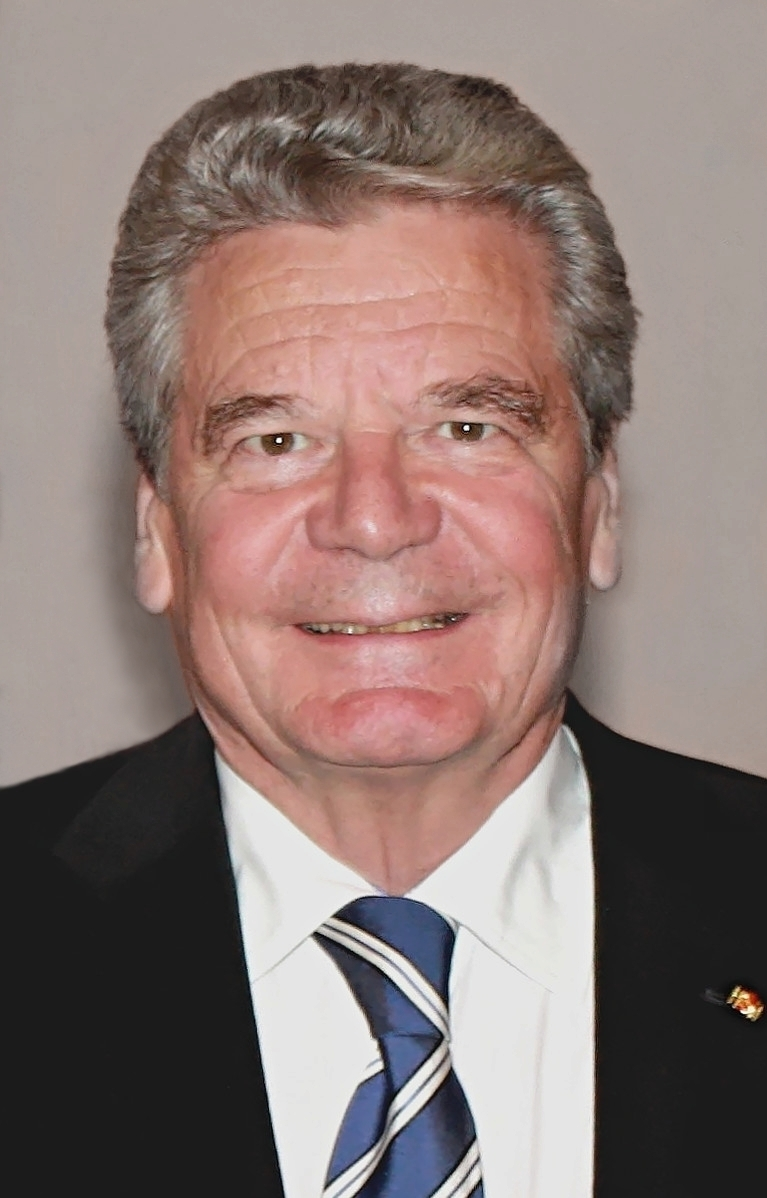
Joachim Gauck SPD, Grüne
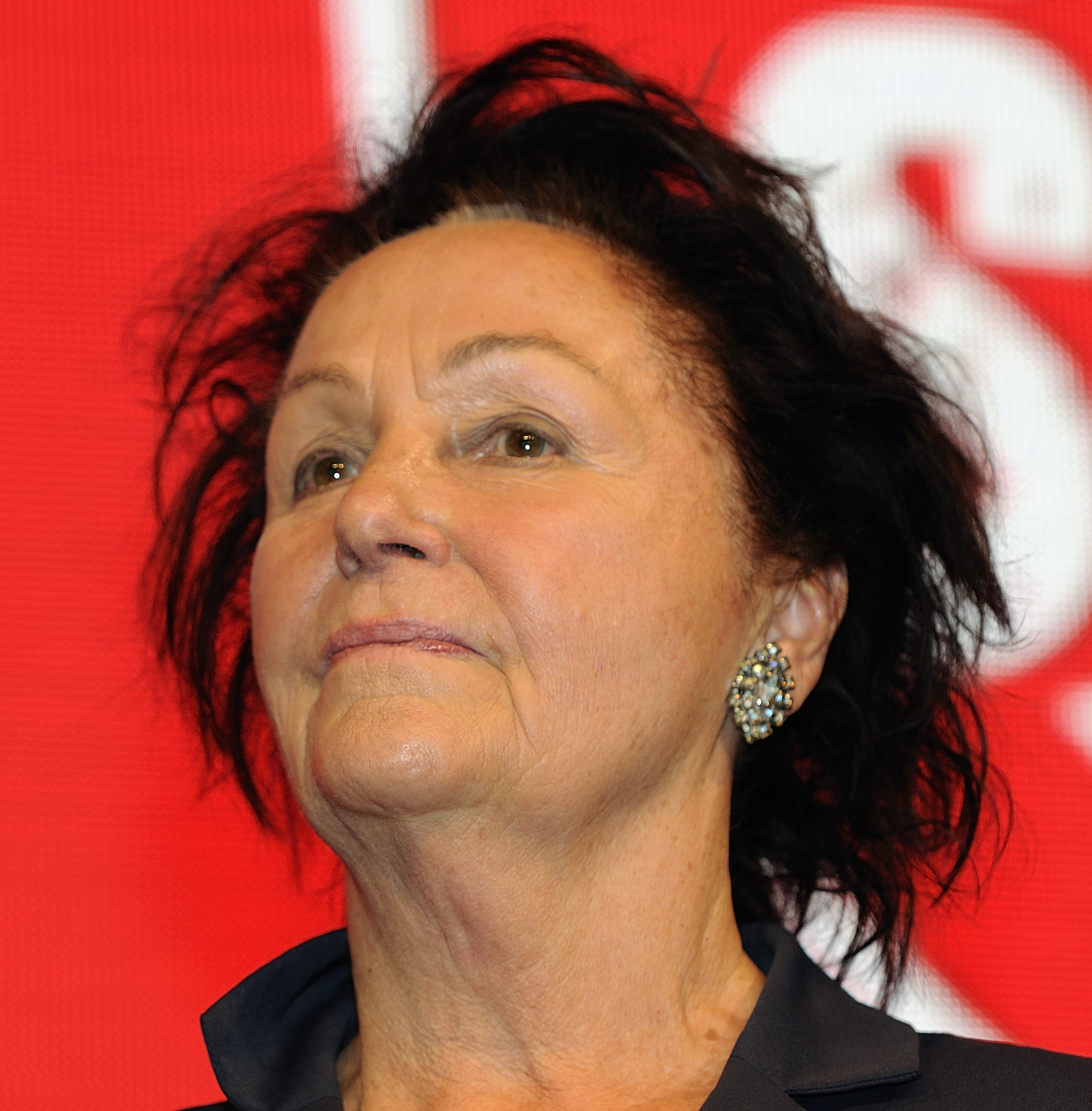
Luc Jochimsen Die Linke
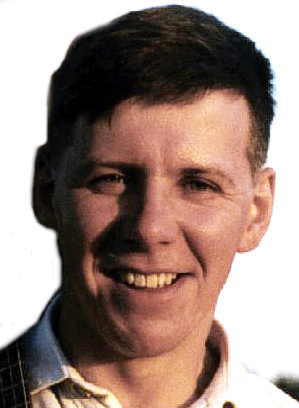
Frank Rennicke NPD

La coalition noire-jaune au pouvoir, comprenant l'Union chrétienne-démocrate d'Allemagne (CDU), l'Union chrétienne-sociale en Bavière (CSU) et le Parti libéral-démocrate (FDP) décide de présenter Christian Wulff, ministre-président de Basse-Saxe depuis 2003, tandis que le Parti social-démocrate d'Allemagne (SPD) et l'Alliance 90 / Les Verts font le choix de soutenir Joachim Gauck, premier commissaire fédéral aux archives de la Stasi. Le parti gauchiste Die Linke, de son côté, décide de présenter la députée fédérale Luc Jochimsen. Enfin, le NPD annonce la candidature de l'artiste d'extrême droite Frank Rennicke.

### Choix des candidats et campagne
Juste après la démission d'Horst Köhler, la ministre fédérale du Travail, Ursula von der Leyen, est donnée favorite pour représenter la coalition noire-jaune, tandis que l'opposition semble rechercher un candidat ayant un profil hautement politique. Le Parti social-démocrate d'Allemagne (SPD) et l'Alliance 90 / Les Verts choisissent finalement de soutenir un indépendant, l'ancien dissident est-allemand Joachim Gauck, déjà pressenti pour la présidentielle de 1999 mais par la CDU/CSU. De son côté, la majorité fédérale de centre droit finit par porter son choix sur Christian Wulff, vice-président fédéral de la CDU, ministre-président de Basse-Saxe et dernier grand rival d'Angela Merkel au sein du parti. Ce choix est critiqué au sein du Parti libéral-démocrate (FDP), dont certains membres disent préférer le candidat de l'opposition.
Au départ silencieuse, le parti de gauche radicale Die Linke annonce sa volonté de ne pas soutenir celui de la coalition rouge-verte, et choisit une de ses députées fédérales, Luc Jochimsen.
Le choix de Wulff par Angela Merkel reste toutefois contesté et provoque des dissensions au sein de la coalition noire-jaune. Ainsi, le premier ministre-président de Saxe après la réunification allemande, Kurt Biedenkopf, appelle les partis à laisser leurs délégués libres de leur choix le jour du scrutin, alors que le titulaire en poste, Stanislaw Tillich, lance un appel aux libéraux afin qu'ils concentrent leurs suffrages sur le candidat de centre droit. Biedenkopf obtient quelques jours plus tard le soutien des anciens présidents fédéraux Richard von Weizsäcker et Roman Herzog, qui se déclarent défavorables à une consigne de vote pour les délégués.

## Résultats
| Candidats                | Candidats                | Partis                   | Premier tour | Premier tour | Deuxième tour | Deuxième tour | Troisième tour  | Troisième tour  |  |
| Candidats                | Candidats                | Partis                   | Voix         | %            | Voix          | %             | Voix            | %               |  |
| ------------------------ | ------------------------ | ------------------------ | ------------ | ------------ | ------------- | ------------- | --------------- | --------------- |  |
|                          | Christian Wulff          | CDU                      | 600          | 48,85        | 615           | 49,96         | 625             | 55,85           |  |
|                          | Joachim Gauck            | Sans                     | 499          | 40,63        | 490           | 39,80         | 494             | 44,15           |  |
|                          | Luc Jochimsen            | Die Linke                | 126          | 10,26        | 123           | 9,99          | Retrait         | Retrait         |  |
|                          | Frank Rennicke           | NPD                      | 3            | 0,24         | 3             | 0,24          | Retrait         | Retrait         |  |
|                          |                          |                          |              |              |               |               |                 |                 |  |
| Majorité requise         | Majorité requise         | Majorité requise         | 623 voix     | 623 voix     | 623 voix      | 623 voix      | Majorité simple | Majorité simple |  |
|                          |                          |                          |              |              |               |               |                 |                 |  |
| Suffrages exprimés       | Suffrages exprimés       | Suffrages exprimés       | 1 228        | 90,87        | 1 231         | 99,35         | 1 119           | 90,10           |  |
| Votes blancs et nuls     | Votes blancs et nuls     | Votes blancs et nuls     | 1            | 0,08         | 1             | 0,08          | 2               | 0,16            |  |
| Abstentions délibérées   | Abstentions délibérées   | Abstentions délibérées   | 13           | 1,05         | 7             | 0,56          | 121             | 9,74            |  |
| Participation            | Participation            | Participation            | 1 242        | 100          | 1 239         | 100           | 1 242           | 100             |  |
| Absents                  | Absents                  | Absents                  | 2            | 0,16         | 5             | 0,40          | 2               | 0,16            |  |
| Inscrits / Participation | Inscrits / Participation | Inscrits / Participation | 1 244        | 99,84        | 1 244         | 99,60         | 1 244           | 99,84           |  |

## Déroulement
- 1er tour : le candidat de la coalition noire-jaune, Christian Wulff, rate l'élection de 23 voix et en perd même 44 par rapport au nombre de délégués des trois partis le soutenant, alors que Joachim Gauck, candidat de la coalition rouge-verte, recueille 39 voix de plus que celles dont disposent les deux formations qui l'appuient. Les deux autres candidats ont fait le plein de voix dans leur camp. Un deuxième tour est aussitôt organisé par le président du Bundestag, Norbert Lammert. À noter que deux délégués n'ont pas pris part au vote.
- 2e tour : Christian Wulff progresse assez nettement en engrangeant quinze voix supplémentaires, ce qui n'est toutefois pas suffisant pour atteindre la majorité absolue de 623 voix. Cette remontée du candidat du centre droit se fait au détriment de l'abstention et surtout de Joachim Gauck, même si celui-ci continue à obtenir des suffrages au-delà de ses soutiens. Un troisième tour est aussitôt organisé par le président du Bundestag, Norbert Lammert. À noter que cinq délégués n'ont pas pris part au vote.
- 3e tour : avant même le déroulement du scrutin, Luc Jochimsen et Frank Rennicke retirent leurs candidatures. Christian Wulff parvient cette fois à dépasser la majorité absolue en obtenant 625 voix, ce qui lui permet de devenir le dixième président fédéral. Il défait donc Joachim Gauck, qui recueille 494 voix, ne bénéficiant donc pas du retrait de Jochimsen tout en rassemblant, pour la troisième fois, au-delà des deux partis le soutenant.